# هوموله (ناحیه چسکه بودیوویتسه)
هوموله (به چکی: Homole) یک منطقهٔ مسکونی در جمهوری چک است که در شهرستان چسکه بودیوویتسه واقع شده‌است. هوموله ۱۰٫۹۵ کیلومتر مربع مساحت و ۱٬۲۹۰ نفر جمعیت دارد و ۴۲۰ متر بالاتر از سطح دریا واقع شده‌است.